# الفيلق البلجيكي
عُرفت عدة وحدات عسكرية باسم الفيلق البلجيكي Belgian Legion، يمكن أن يشير مصطلح «الفيلق البلجيكي» إلى المتطوعين البلجيكيين الذين خدموا في الحروب الثورية الفرنسية، والحروب النابليونية، وثورات عام 1848، وبشكل أكثر شيوعًا بعثة المكسيك عام 1867.

## العصر الثوري الفرنسي
ضمت الجيوش الثورية الفرنسية عددًا من «الفيلق» المتطوعين الأجانب أثناء الحروب الثورية الفرنسية بعد عام 1792، وشملت هذه عددًا من الوحدات التي تم تجنيدها بين المنفيين من ثورة برابانت الفاشلة (1789-1790) وثورة لييج (1789-1791)، تم تنظيم عدد من الوحدات المنفصلة منها:
- الفيلق البلجيكي (Légion belge أو Légion belgique) مع كتيبتين.
- Liégeois Legion  مع كتيبتين.
- فيلق البلجيكيين و Liégeois بستة كتائب.

ضمت هذه الوحدات عددًا من الشخصيات الثورية المؤثرة، بما في ذلك جان بابتيست دومونسو ولويس لاهور اللذان خدما في الفيلق البلجيكي.

## الاستعادة
إستعادت النمسا السيطرة مؤقتًا على جنوب هولندا في 2 مارس 1814، شكلت عدة وحدات عسكرية من التجنيد الإقليمي، عُرفت هذه القوة التطوعية باسم (الفيلق البلجيكي) وكان الغرض منها في البداية تعزيز الموقف النمساوي في مقاطعاتهم السابقة في حالة وقوع هجوم مضاد من فرنسا، مع الإحتلال الكامل لجنوب هولندا من قبل النمسا وبروسيا والمقاطعات المتحدة (هولندا)، تم إنشاء حكومة مؤقتة تحت حكم دوق بوفورت واستمر تجنيد الضرائب المحلية بشكل منفصل من قبل كل من الحلفاء الثلاثة، وكان أكبرها هو الفيلق البلجيكي الذي كان يهدف الآن تحت قيادة الكونت فون موراي النمساوي المولود في بلجيكا إلى الحفاظ على النظام المحلي.[بحاجة لمصدر] كان هذا الفيلق الذي يديره بارون بوديرلي مكونًا من 4 أفواج مشاة (من برابانت، وفلانديرز، وهينو، ونامور)، وفوج مشاة خفيف، وفوجان من سلاح الفرسان، وفوج مدفعية.
إندمجت هذه الوحدة في جيش مملكة هولندا في 1 سبتمبر 1814، عندما ضمت تلك الدولة المنطقة التي ستشكل فيما بعد بلجيكا.

## الثورة الفرنسية 1848
في مارس 1848 أثناء الثورة الفرنسية عام 1848، شكل العمال البلجيكيون الذين يعيشون في باريس «جمعية الديمقراطيين البلجيكيين» (94، شارع مينيلمونتان)، بقيادة بليرفاسك تاجر نبيذ وضابط قديم يدعى فوسيس. أدى هذا إلى ظهور فيلق بلجيكي جديد بدعم غير رسمي من قبل ليدرو رولين وكوسيديير وأعضاء آخرين في الحكومة الفرنسية يحلمون بإنتفاضة جمهورية في جنوب هولندا وضم فرنسي لاحق لتلك المنطقة، كان هدف هذا الفيلق هو الإطاحة بالنظام الملكي وإقامة جمهورية بلجيكية، بقيادة بليرفاسك وفوسيس وشارليس ومرافقة طلاب مدرسة البوليتكنيك، غادر باريس في 25 مارس فرقة من 1100 إلى 1200 رجل غير مسلح في ثلاثة فرق، مرورا عبر دواي ثم سيكلين (27 مارس)، تم تزويدهم من قبل مفوض مقاطعة الشمال تشارلز ديليسكلوز، والجنرال نيجرييه.
ومع ذلك فإن وزير الحرب الفرنسي كافينياك، الذي نبه إلى الحادث الأخير الذي إستفزه العمال البلجيكيون الذين عادوا إلى الحدود بالقطار، طالب نيجرييه بعدم تقديم أي مساعدة لأي انتهاك للحدود البلجيكية، أطاع نيجرييه عن طريق طلب البوليتكنيسيين للعودة وإغلاق بوابات ليل. ومع ذلك في مساء يوم 28 مارس / آذار، كسر الفيلق المعسكر وصادر الأسلحة والذخيرة التي جمعتها ديليسكلز قبل عبور الحدود، ثم واجهوا القوات البلجيكية بقيادة الجنرال جوزيف فلوري-دوراي في ريسكون-توت (كانت آنذاك قرية صغيرة في بلدية ريكيم، لكنها الآن جزء من موسكرون) وهُزموا، حيث قُتل 7 وجُرح 26 وأُسر 60، تم سجن بعض الديمقراطيين الأسرى في قلعة هوي وحُكم على 17 منهم بالإعدام وأعدموا في أنتويرب.[بحاجة لمصدر] 

## بعثة المكسيك

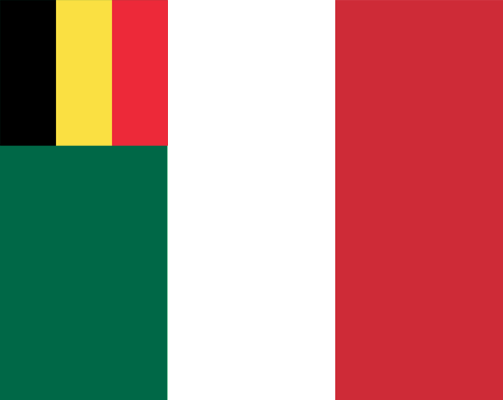
علم الفيلق البلجيكي.

خلال بعثة المكسيك تم تشكيل 1500 متطوع بلجيكي في الفيلق البلجيكي للقتال في جيش الإمبراطور ماكسيميليان، زوجته الأميرة شارلوت البلجيكية، كانت ليوبولد الأول ابنة بلجيكا.
التكوين
يتكون هذا الفيلق رسميًا من فوج مشاة من كتيبتين - «كتيبة الإمبراطورة» من غريناديين و «كتيبة ملك بلجيكا» من الفولتيجور. تم إختيار الضباط وضباط الصف بشكل أساسي من الجيش البلجيكي النظامي وكذلك بعض الرتب الأخرى، شكل البلجيكيون جزءًا من «الفيلق المكسيكي الإمبراطوري للمتطوعين النمساويين والبلجيكيين»، على الرغم من أنهم خدموا بشكل منفصل عن الوحدة النمساوية التي تم تكليفها بقوات إمبراطورية مكسيكية.
في العمل
إنطلقت أول مفرزة من الفيلق البلجيكي، قوامها 604 رجال إلى المكسيك في 16 أكتوبر 1864. تم إرسال ثلاث وحدات أخرى خلال الأشهر الثلاثة التالية، ليصل إجمالي القوة إلى حوالي 1500. كان أول لقاء للفيلق مع القوات الجمهورية المكسيكية في معركة تاكامبارو في 11 أبريل 1866، حيث أُجبرت مفرزة بلجيكية قوامها 300 رجل على الإستسلام بعد خسارة ما يصل إلى ثلث قوتها، كان أداء ما تبقى من الفيلق البلجيكي جيدًا في الإشتباكات اللاحقة ولكن في 12 ديسمبر 1866 تم حل القوة وعاد 754 من الوحدة إلى بلجيكا حيث تفرقوا.
ما بعد الكارثة
رافقت مجموعة صغيرة من الناجين المسنين من الفيلق البلجيكي نعش شارلوت بعد وفاتها في قلعة بوشوت عام 1927.

## الصور

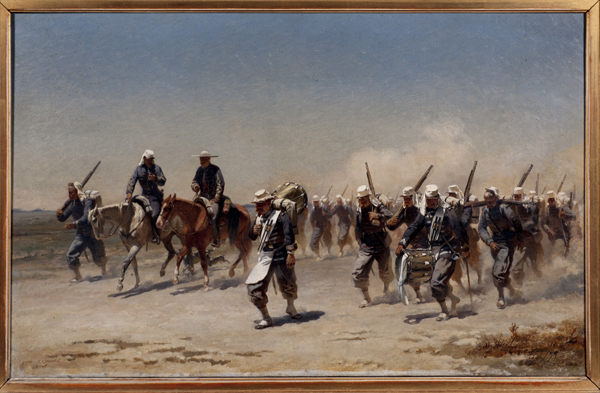
"The Belgian Legion in Mexico", painting by Charles Dominique Oscar Lahalle, 1869.
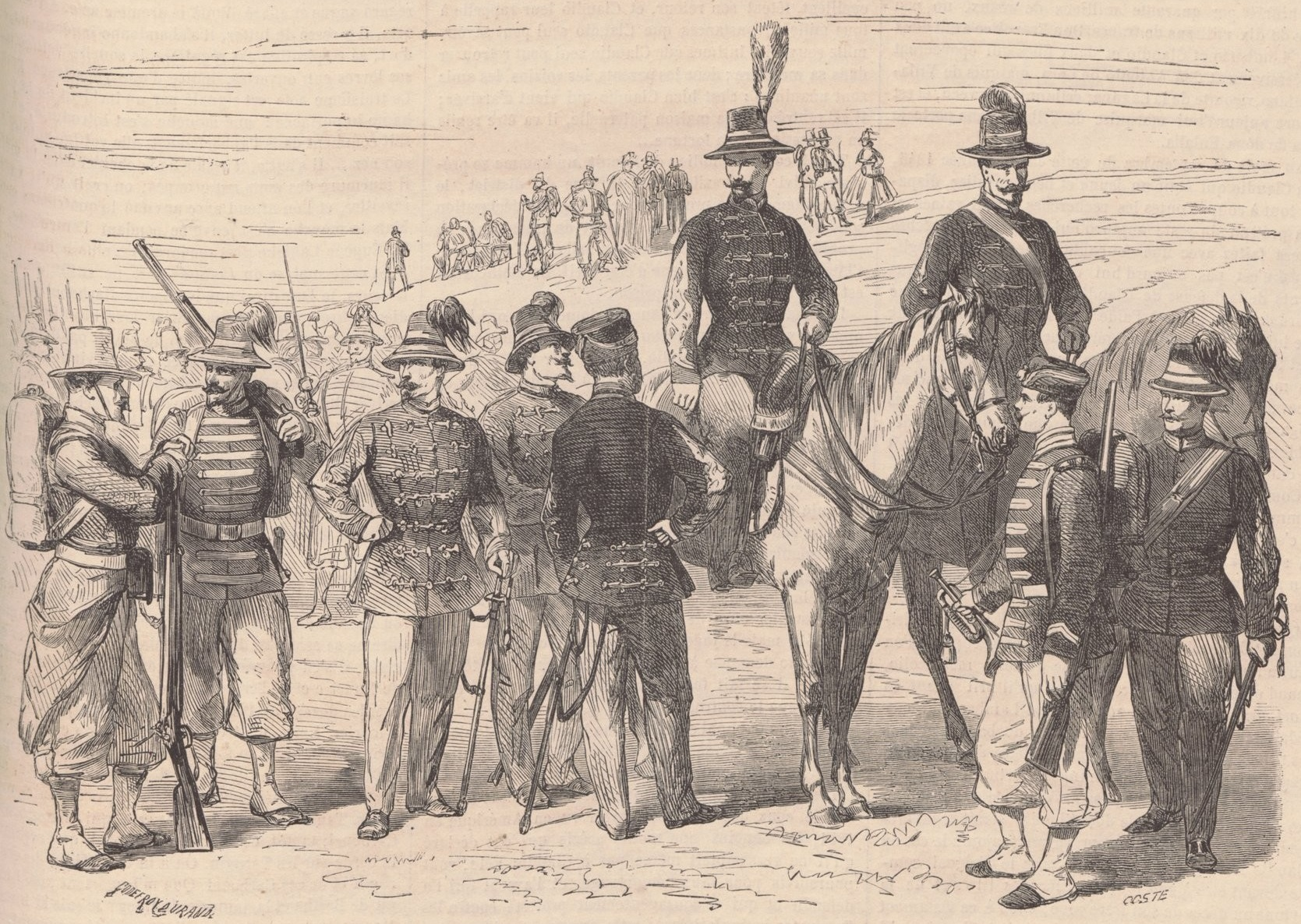
Uniforms of officers and soldiers of the Belgian regiment: bodyguards of Empress Charlotte.
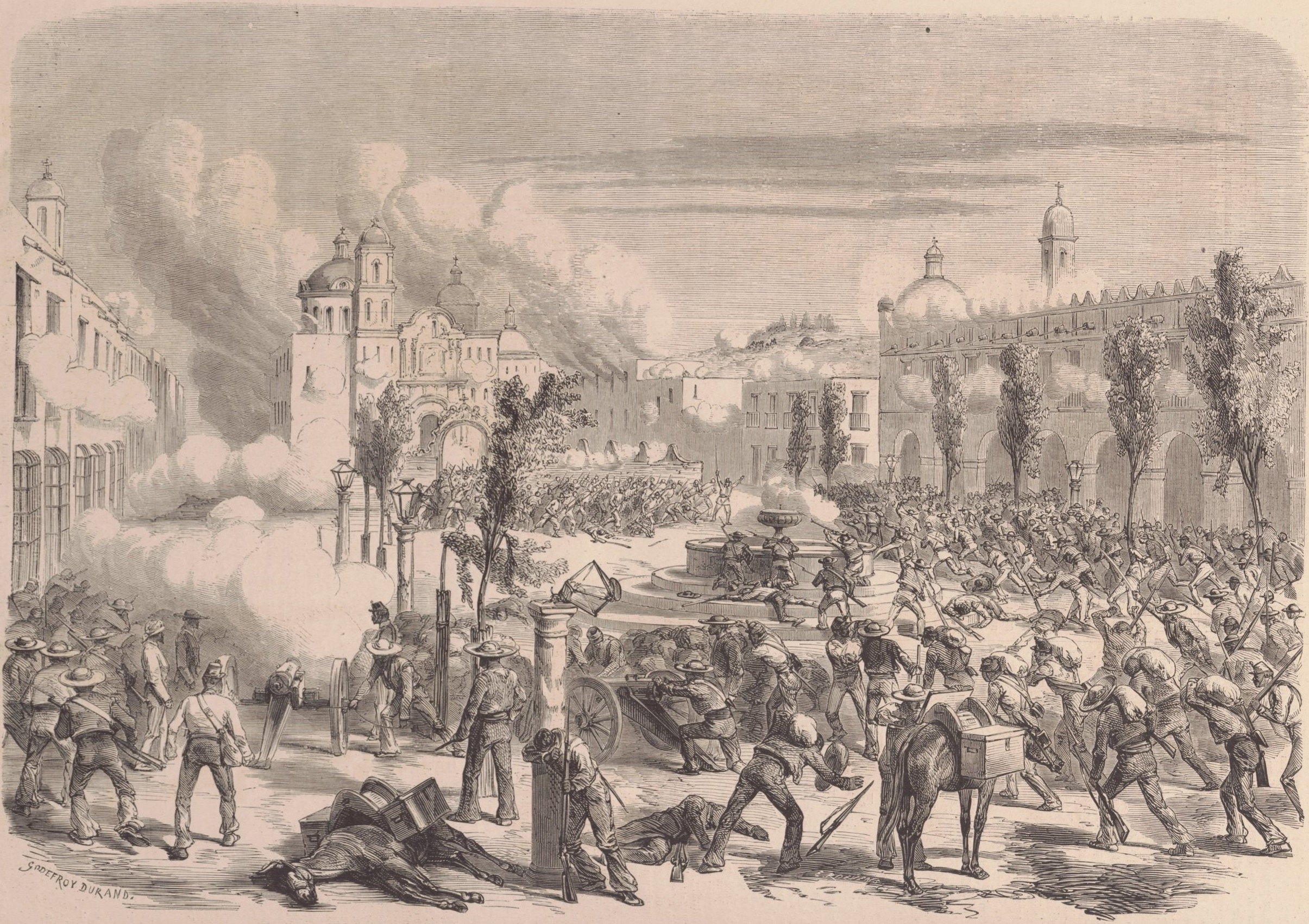
"Heroic defense of the Belgian battalion commanded by Major Tydgadt in Tacamburo, April 11, 1865." Draft by M. A. Martin representing the Battle of Tacámbaro.
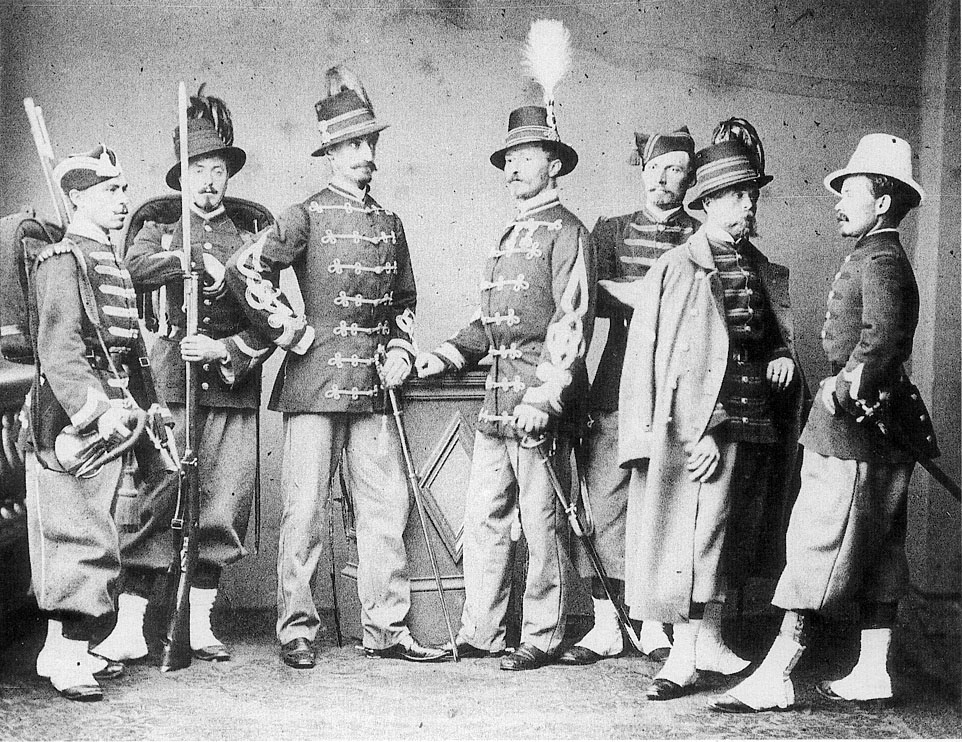
Photograph of Belgian Legion soldiers, 1866.
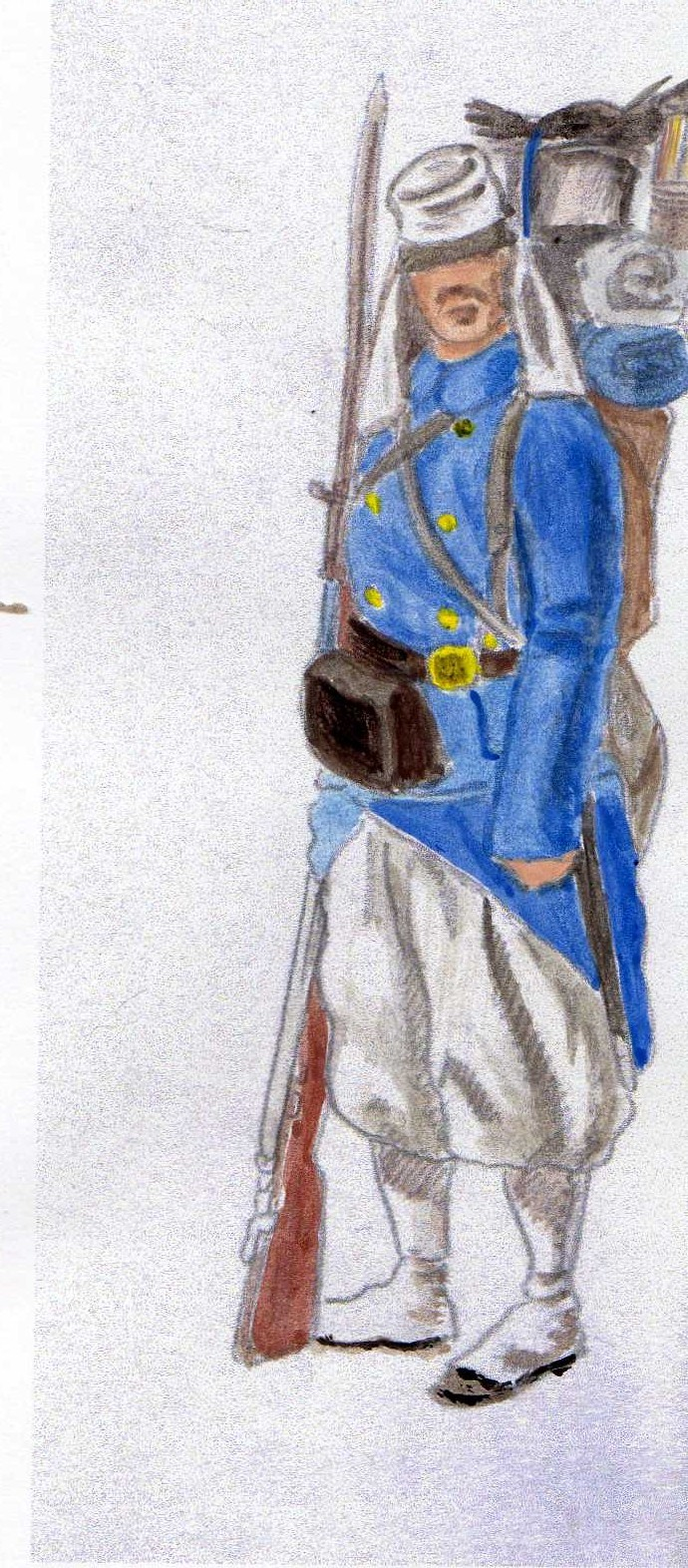
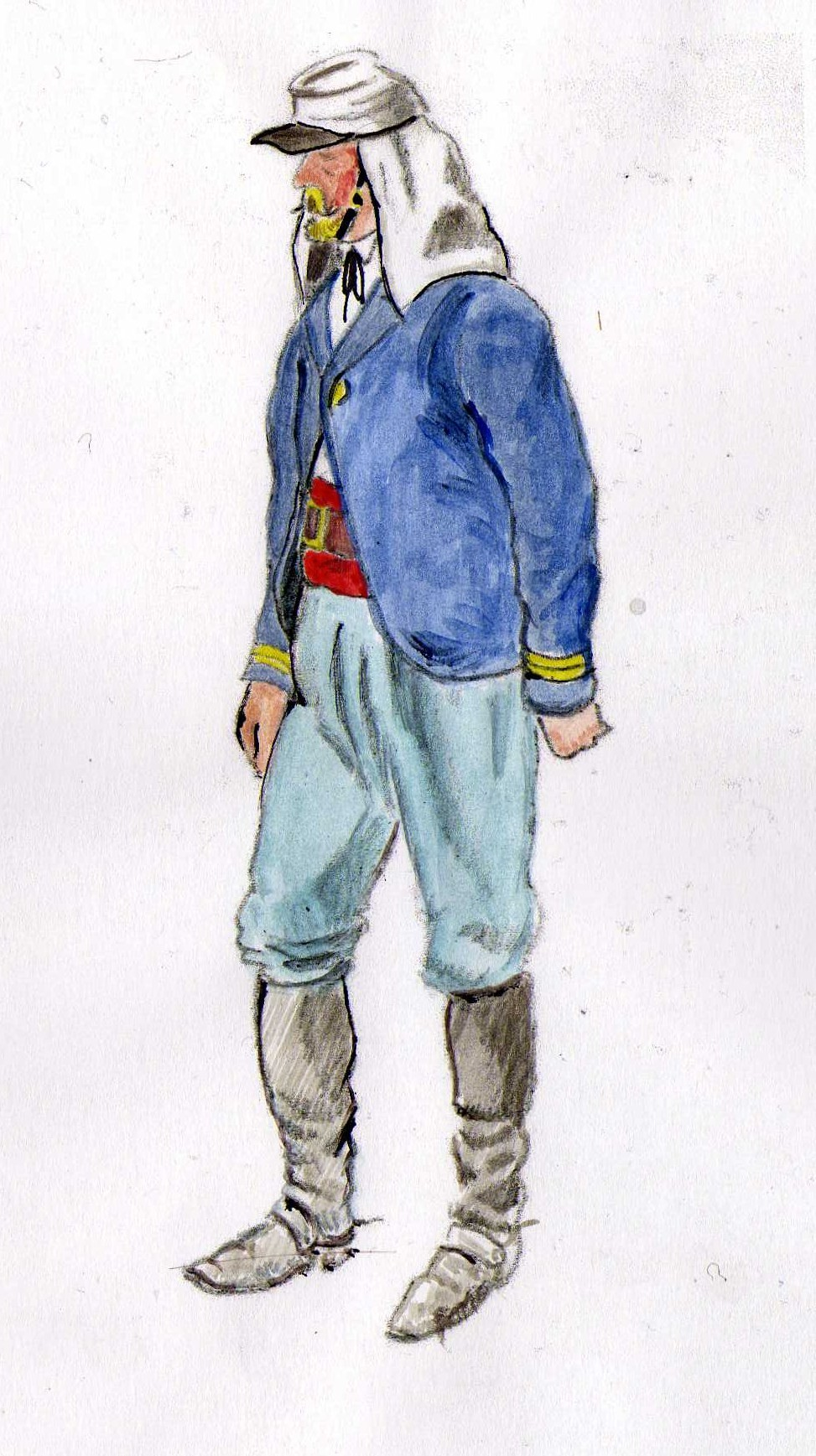